# Султанов, Николай Владимирович
Никола́й Влади́мирович Султа́нов (28 января (9 февраля) 1850, имение Прудки (Прудково) Калужской губернии — 15 сентября 1908, Висбаден) — русский архитектор (гражданский инженер), искусствовед и историк архитектуры, реставратор, преподаватель, действительный член Императорской академии художеств, директор Института гражданских инженеров императора Николая I (1895—1903). Идеолог и исследователь русского стиля в архитектуре. Автор Собора Петра и Павла в Петергофе и не сохранившегося памятника Александру II в Московском Кремле.

## Биография
Николай Владимирович Султанов родился 28 января (9 февраля) 1850 года в родовом имении Прудки (Прудково) Калужской губернии в дворянской семье. Род Султановых вёл своё начало от Акиндина Фёдоровича Султанова, пожалованного поместьями в 1674 году. Отец архитектора, Владимир Аркадьевич, оставил семью в 1858 году, и мать, Елена Николаевна, одна воспитывала сына и двух дочерей. Семья часто переезжала, жила в Москве и Нижнем Новгороде. На выбор Николаем Султановым профессии повлиял, вероятно, муж его тётки — архитектор Николай Милюков.
До 1868 года обучался в Санкт-Петербургской пятой гимназии, после чего поступил в Петербургское строительное училище; в 1873 году выпущен из него с аттестатом I-го разряда. Поступив на государственную службу, преподавал в училище. Также с 1875 года он преподавал строительное искусство в Технологическом институте. В 1878—1879 гг., не достигнув тридцати лет, опубликовал «Курс истории архитектуры».
В 1895 году Н. В. Султанов занял должность директора Института гражданских инженеров. С ранней молодости, он был сторонником и затем идеологом русского пути в развитии архитектуры и под его руководством институт стал одним из центров проектирования в русском и византийском стилях.
Для русских архитекторов византийский стиль имеет громадное значение, во-первых, потому, что он может служить превосходным подспорьем при проектировании православно-русских церквей, для тех художников, которые почему-либо не желают обращаться к нашему московскому зодчеству XVII века, а во-вторых, потому, что он послужил основой нашей первоначальной архитектуры, а стало быть, его изучение может служить для выяснения многих тёмных и ещё не разгаданных сторон нашего национального зодчества
История архитектуры. Курс лекций, 1879
Как практический архитектор, Султанов выдвинулся благодаря знакомству с графом С. Д. Шереметевым. В 1878—1891 годах Султанов — домашний архитектор Шереметевых, затем Юсуповых; работал он и по заказам Д. С. Сипягина, И. И. Воронцова-Дашкова и др. высшей знати.
В Москве в 1891—1895 годах отреставрировал исторические Палаты Волковых-Юсуповых в Большом Харитоньевском переулке, пристроив к ним хозяйственные корпуса, конюшни и устроив ограду по образцу ярославской церкви Николы Мокрого.
Реставрировал имения и храмы по всей России, собрал массу материалов по истории российской, византийской и западноевропейской архитектуры, издал важнейшие для своего времени монографии по истории архитектуры.
С 1893 года — действительный член Императорской академии художеств, активный участник российских и европейских научных обществ.
Общественная и научная деятельность Султанова, совпавшая с идеологией дома Романовых, сделала его имя хорошо известным при дворе. В 1892 Александр III лично пригласил Султанова, вместе с тремя другими архитекторами, к участию в конкурсе проектов будущего Петропавловского собора в Петергофе. В марте 1893 император выбрал из четырёх проектов именно султановский; постройкой собора, начатой в 1895, руководил его ученик Василий Косяков (1862—1921), вскоре — главный архитектор Никольского Морского собора в Кронштадте. Вероятно, именно Султанов побудил Косякова взять за основу Морского собора константинопольский Софийский собор.
Имел награды: орден Святой Анны 3-й степени (1882).
Был женат на писательнице Екатерине Павловне Летковой, пережившей мужа почти на тридцать лет.
Умер от апоплексического удара 15 сентября 1908 года в Висбадене, Германия. Могила Н. В. Султанова находится на Русском православном кладбище в Висбадене (могила № 3.272, западная часть кладбища), она внесена в «Перечень находящихся за рубежом мест погребения, имеющих для Российской Федерации историко-мемориальное значение».

## Постройки
- 1874—1876 — ряд интерьеров дома Мурузи. Санкт-Петербург, Литейный проспект, д.24/Пантелеймоновская улица, д. 27/переулок Короленко, д.14 (архитектор А. К. Серебряков при участии П. И. Шестова)
- 1886—1889 — надпещерный храм Черниговского скита при Троице-Сергиевой лавре
- 1889—1890 — домовая церковь во дворце великого князя Павла Александровича. Санкт-Петербург, Английская набережная, д.№ 68. (Не сохранилась).
- 1891—1893 — перестройка дома московского генерал-губернатора (Тверская, 13, перестроен)
- 1893—1905 — Собор Петра и Павла в Петергофе (проект; руководил постройкой В. А. Косяков) с церковно-приходской школой и электростанцией
- 1893—1898 — архитектурная часть памятника Александру II в Московском Кремле (скульптор А. М. Опекушин)
- 1895 — отделка части интерьеров и конюшенный корпус(?) дворца великой княгини Ксении Александровны. Санкт-Петербург, набережная реки Мойки, д.№ 106
- 1900—1902 — православная церковь в Мариенбаде (совр. Марианске-Лазне)
- 1906 — отделка домовой церкви в здании Женского педагогического института (корпус Герценовского института). Санкт-Петербург, Малая Посадская улица, д.№ 26 (Не сохранилась).
- участие в перестройке дома А. Д. Шереметева. Санкт-Петербург, Набережная Кутузова, д.№ 4
- проект усыпальницы Марии Келлер, дочери Ф. Э. Келлера. Усыпальница сочетала в себе гробницу и оранжерею с тропическими растениями. Сохранились руины в селе Сенницы Московской области
- церковь в селе Захаровское Медынского уезда, вблизи деревни Гребенкино[9].

Наряду с перестройкой больших зданий и ансамблей, Н. В. Султанов работал и над небольшими сооружениями, но они не менее интересны по своим художественным качествам. В Донском монастыре им была построена изящная часовня (не сохранилась). "4 июня 1888 был приглашён А. А. Козловой устроить часовню над могилами её родных в Донском монастыре в Москве — часовня из чугуна вся покрыта орнаментом, в стиле ярославских «царских мест» и напрестольных «сеней». Проект был утверждён настоятелем монастыря. Часовня — лучшее произведение зодчего в этом жанре — стояла на затененном участке некрополя Донского монастыря над семью надгробиями семейства Козловых и Хрущевых.

## Реставрация
- 1877—1878 — Троицкая церковь в Останкине (совместно с А. К. Серебряковым)
- 1895 — Дмитровская башня Нижегородского кремля
- 1895 — Палаты Волковых-Юсуповых в Москве, Большой Харитоньевский переулок, 19 — 21
- Церковь Рождества Богородицы в Путинках (1897, Москва, Улица Малая Дмитровка, 4)
- усадьба Кусково
- 1890-1892 - проект реконструкции дворца царевича Димитрия в Угличе

## Сочинения
- «История архитектуры. Курс лекций с атласами чертежей. В 2-х тт.», СПБ, 1879
- перевод и редакция труда Виолле-ле-Дюка L´Art russe — «Русское искусство. Его источники, его составные элементы, его высшее развитие, его будущность», СПБ, 1879
- «Образцы древне-русского зодчества в миниатюрных изображениях», СПБ, 1881
- «История зодчества у народов древнего и нового времени. Курс лекций. В 3-х тт.», 1883
- «Изразцы в древнерусском искусстве», СПБ, 1885
- «Памятники зодчества у народов древнего и нового мира», СПБ, 1895
- «История архитектуры. Западная Европа, Восток и Россия», СПБ, 1896
- «Памятник императору Александру II в Московском Кремле», СПБ, 1898
- «История архитектурных форм», СПБ, 1902
- «Остатки Якутского острога и некоторые другие памятники деревянного зодчества в Сибири» (Известия Императорской археологической Комиссии. 24), СПБ, 1907
- «Памятники зодчества Средних веков и магометанского востока. Атлас», СПБ, 1908
- «Архитектура как искусство и как наука, её разделение» // Архитектура. Строительство. Экология. — СПб.: Издательство Вернера Регена, 2006. — С. 271-639. — ISBN 5-903070-03-5.